# Самарийдимедь
Самарийдимедь — бинарное неорганическое соединение меди и самария с формулой Cu2Sm, кристаллы.

## Получение
- Сплавление стехиометрических количеств чистых веществ:

{\displaystyle {\mathsf {2Cu+Sm\ {\xrightarrow {860^{o}C}}\ Cu_{2}Sm}}}

## Физические свойства
Самарийдимедь образует кристаллы
ромбической сингонии, пространственная группа I mma, параметры ячейки a = 0,4360 нм, b = 0,6925 нм, c = 0,7375 нм, Z = 4,
структура типа димедьцерия Cu2Ce
.
Соединение конгруэнтно плавится при температуре 860°С
.